# أبو البقاء الهمذاني
إسماعيل بن محمد بن يحيى بن علي بن الحسن، والمكنى بأبو البقاء الهمذاني لأن أصل عائلته من همذان، وهو رجل فاضل من أهل بغداد، ولد فيها في 11 شوال 562 هـ/1167م، ولقد نشأ وسكن ببغداد وتوفي فيها.
وكان الشيخ إسماعيل محدثا من رواة الحديث عند أهل السنة والجماعة، وسمع الحديث النبوي من الفقيه أبي عبد الله مسلم بن ثابت بن زيد النخاس، 
وسمع من الفقيه أبي الخير أحمد بن إسماعيل،  وغيرهما.
قال المنذري: (وحدث ولنا منه إجازة).

## وفاته
توفي في بغداد سنة 637 هـ/1240م، ودفن في المقبرة الوردية.